# Zarter Geisterpfeifenfisch
Der Zarte Geisterpfeifenfisch (Solenostomus leptosoma) lebt im tropischen Indischen Ozean und im westlichen Pazifik von Mauritius bis nach Japan und Australien. Ihre Farbe ist Rosa bis Braunrot. Ausgewachsene Fische erreichen eine Länge von zehn Zentimetern und haben entlang des Rumpfs einen weißen Längsstreifen. An der Unterseite des Röhrenmauls hängen mehrere fleischige, fransige Anhänge, der unter der Schnauzenmitte ist am größten.
Die Fische sind zunächst transparent und leben pelagisch. Sie gehen erst fast ausgewachsen, mit einer Länge von etwa acht Zentimeter, um sich fortzupflanzen zum bodengebundenen Leben über. Sie leben dann vor allem über Sandböden in Tiefen unter 15 Metern entlang von Riffkanten. Wie bei allen Geisterpfeifenfischen bilden die Weibchen mit ihren Bauchflossen eine Bruttasche und tragen die Eier bis zum Schlupf der Jungfische mit sich herum.